# Roxana Han
Roxana Han; wcześniej Roxana Gatzel (ur. 28 maja 1980 roku w Krajowej) – rumuńska piłkarka ręczna, reprezentantka kraju, rozgrywająca. Obecnie występuje w lidze rumuńskiej, w drużynie C.S. Oltchim RM Valcea.
Wicemistrzyni Świata z 2005 roku z Rosji.
Brązowa medalistka Mistrzostw Europy z 2010 roku z Danii i Norwegii.

## Sukcesy

### reprezentacyjne
Mistrzostwa Świata:
- (2005)

Mistrzostwa Europy:
- (2010)

### klubowe
Mistrzostwo Rumunii:
- (1997, 1998, 1999, 2000, 2007, 2008, 2009, 2010, 2011)

Puchar Rumunii:
- (1997, 1998, 1999, 2000, 2001, 2007, 2011)

Superpuchar Rumunii:
- (2007)

Puchar Zdobywców Pucharów:
- (2007)

Liga Mistrzyń:
- (2010[1])